# Soldadura a gas

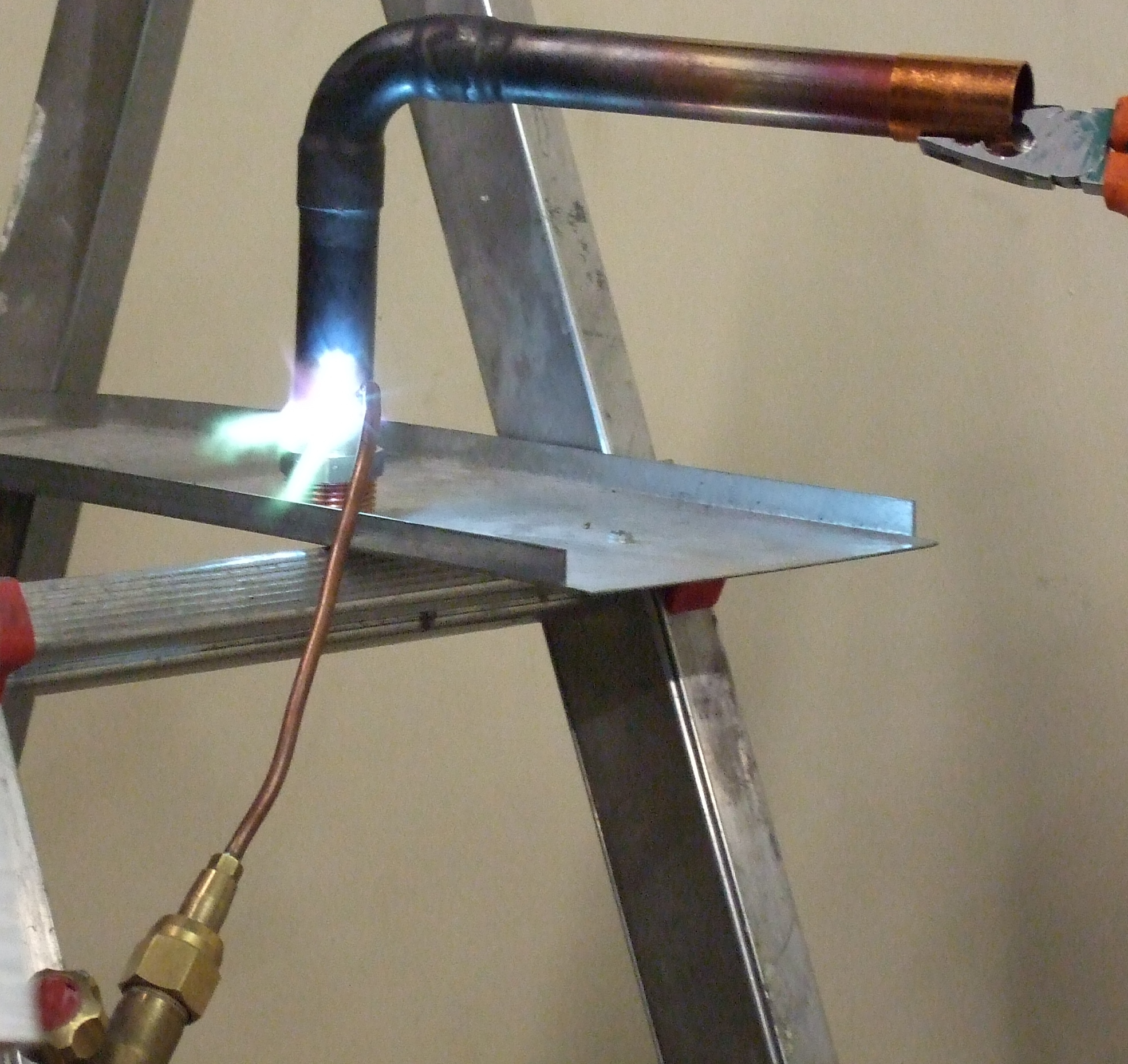
Soldadura de un caño de cobre.

La soldadura a gas fue uno de los primeros procesos de soldadura de fusión desarrollados que demostraron ser aplicables a una extensa variedad de materiales y aleaciones. Durante muchos años fue el método más útil para soldar metales no ferrosos. Sigue siendo un proceso versátil e importante pero su uso se ha restringido ampliamente a soldadura de chapa metálica, cobre y aluminio. El equipo de soldadura a gas puede emplearse también para la soldadura fuerte, blanda y corte de acero.
Tanto el oxígeno como el gas combustible son alimentados desde cilindros, o algún suministro principal, a través de reductores de presión y a lo largo de una tubería de goma hacia un soplete. En este, el flujo de los dos gases es regulado por medio de válvulas de control, pasa a una cámara de mezcla y de ahí a una boquilla. El caudal máximo de flujo de gas es controlado por el orificio de la boquilla. Se inicia la combustión de dicha mezcla por medio de un mecanismo de ignición (como un encendedor por fricción) y la llama resultante funde un material de aporte (generalmente acero o aleaciones de zinc, estaño, cobre o bronce) el cual permite un enlace de aleación con la superficie a soldar y es suministrado por el operador del soplete.
Las características térmicas de diversos gases combustibles se indican en la siguiente tabla:
| Gas combustible | Temperatura de flama teórica °C | Intensidad de combustión cal/cm³ /s | Uso                       |
| --------------- | ------------------------------- | ----------------------------------- | ------------------------- |
| Acetileno       | 3 270                           | 3 500                               | Soldadura y corte         |
| Metano          | 3 100                           | 1 700                               | Soldadura fuerte y blanda |
| Propano         | 3 185                           | 1 500                               | Soldadura en general      |
| Hidrógeno       | 2 810                           | 2 100                               | Uso limitado              |

El valor de una mezcla de gas combustible para el calentamiento depende de la temperatura de la llama y la intensidad de la combustión.
En la práctica, esta soldadura es comúnmente usada con acetileno y oxígeno. El aspecto de la llama resultado de esta combustión se muestra a continuación:
en el cono interno el acetileno, al ser oxidado, se transforma en hidrógeno y monóxido de carbono según la siguiente reacción:
{\displaystyle C_{2}H_{2}+O_{2}} → {\displaystyle 2CO+H_{2}+E}
En la parte externa de la flama estos gases se combinan con el oxígeno de la atmósfera para formar dióxido de carbono y vapor de agua. Para obtener una flama neutra, las escalas del volumen del flujo de acetileno y de oxígeno son ajustadas hasta que el cono interno alcanza su tamaño máximo con una frontera claramente definida. La composición de la envoltura carece entonces de reacción a acero de bajo contenido de carbono. Si se suministra oxígeno en dosis excesivas, el cono interno se hace más pequeño y puntiagudo y la flama resultante descarburará el acero. Por otra parte, un exceso de acetileno hace que el cono desarrolle una envoltura exterior en forma de pluma (como la de las aves) y la flama será carburante.
Para acero de alto contenido de carbono y en el tratamiento de superficies duras se utiliza flama carburante, esto con el fin de evitar la descarburización y producir un depósito de fundición de alto contenido de carbono en la superficie, que permitirá el enlace de la aleación de superficie sin dilución excesiva. Es especialmente importante no soldar aceros austeníticos inoxidables con una flama carburante ya que dará lugar a una subida de carbono, en consecuencia, corrosión integranular.
- Datos: Q3339585